# 지커
지커(영어: Zeekr, 중국어 간체자: 极氪, 병음: Jí kè, 직역: extreme krypton)는 지리 자동차에서 소유 중인 중국 상장 자동차 회사이자 브랜드로, 2021년 설립되었다.

## 주요 차종

### 현재 생산 차종
- 지커 001 (2021년~현재)
- 지커 007 (2023년~현재)
- 지커 009 (2023년~현재)
- 지커 X (2023년~현재)
- 지커 7X (2024년~현재)
- 지커 믹스 (2024년~현재)

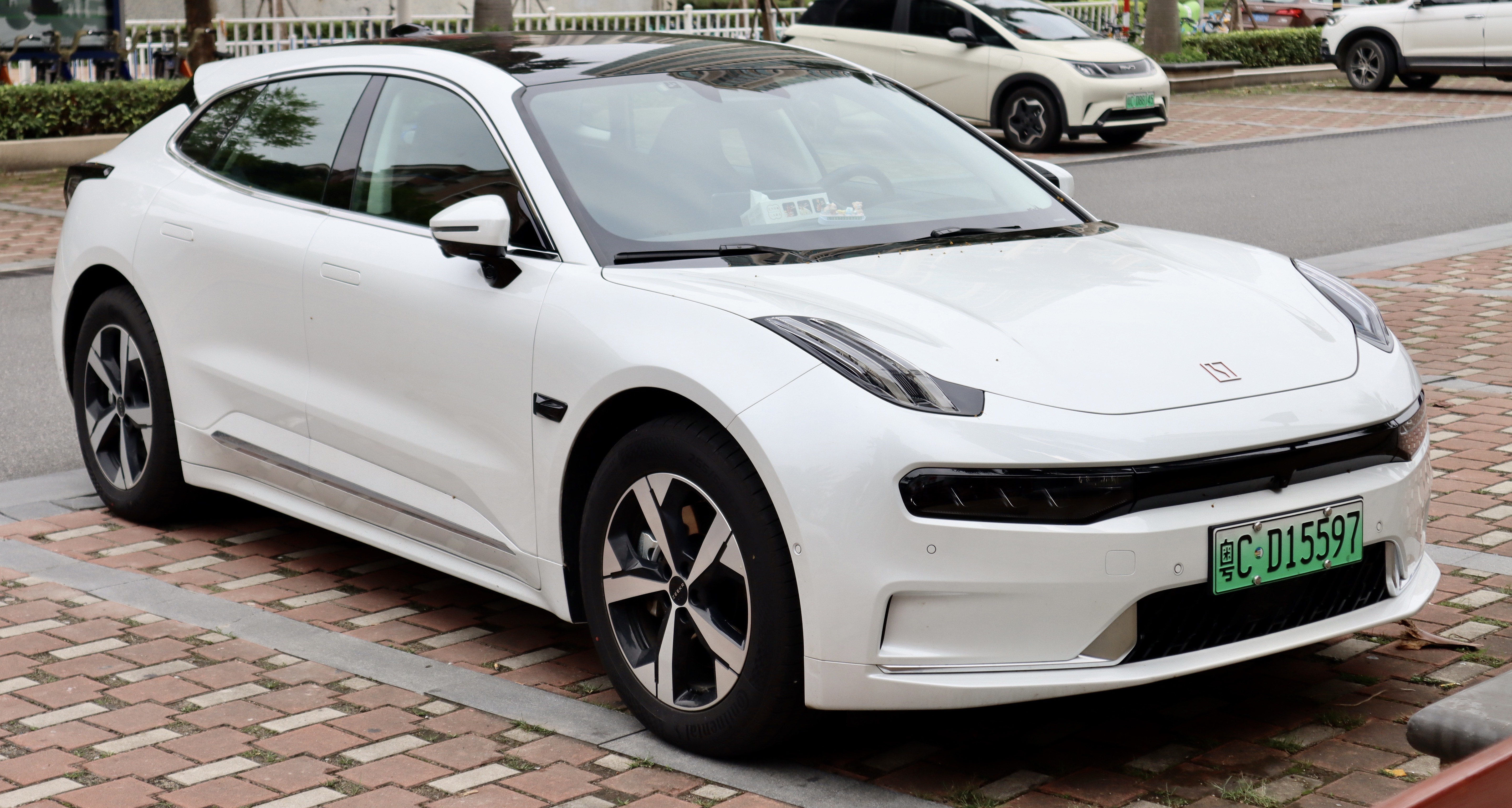
지커 001
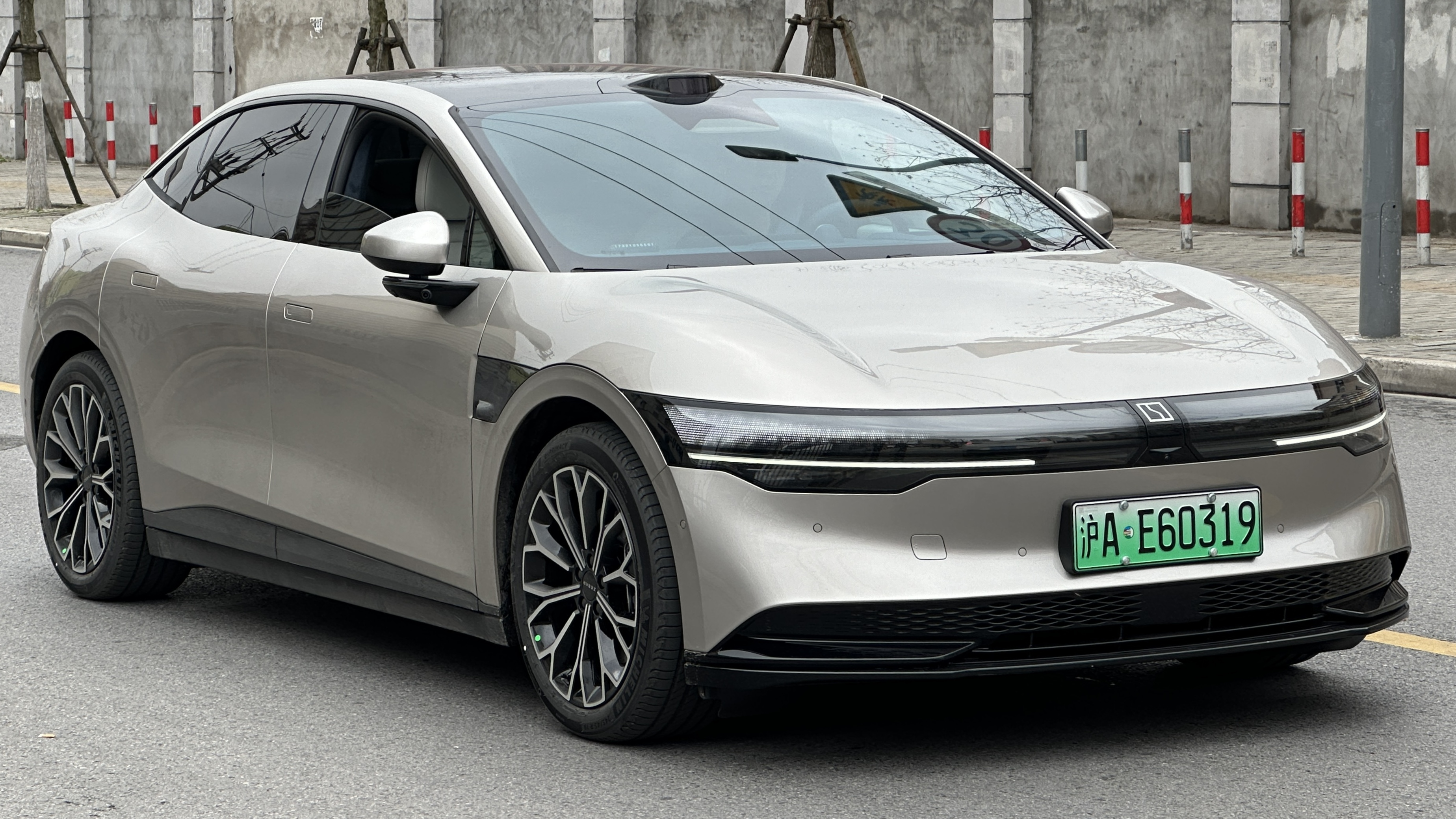
지커 007
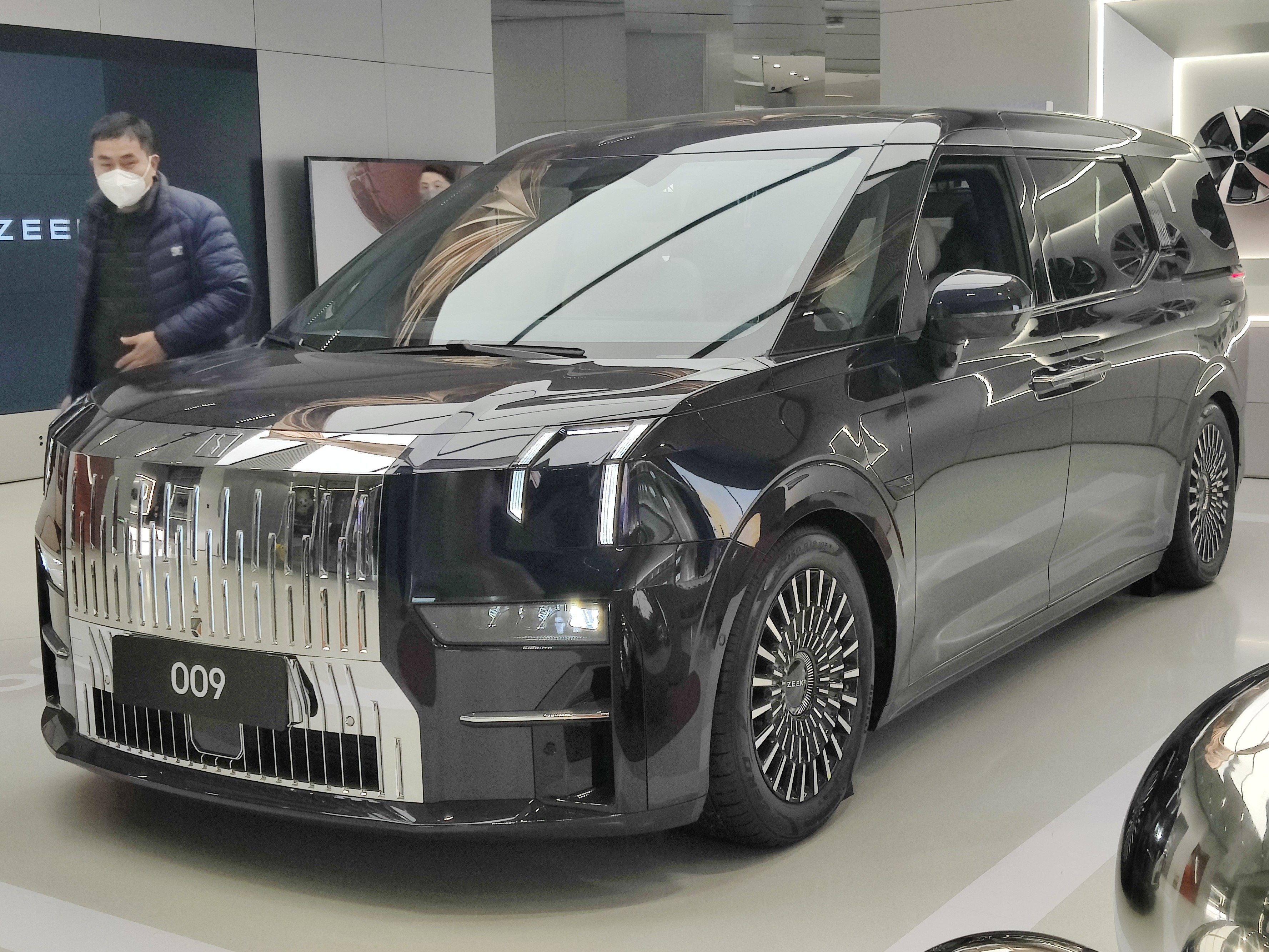
지커 009
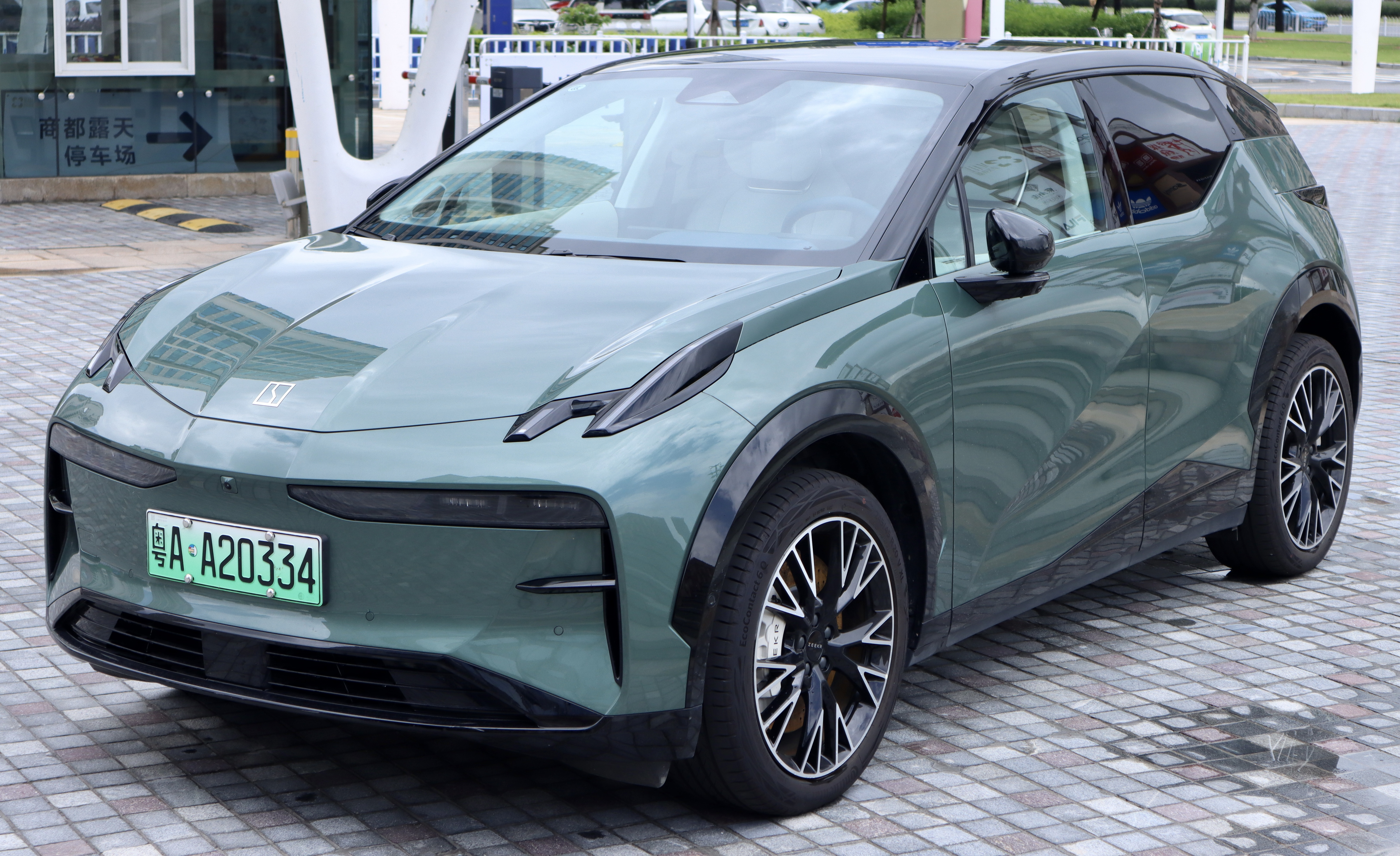
지커 X
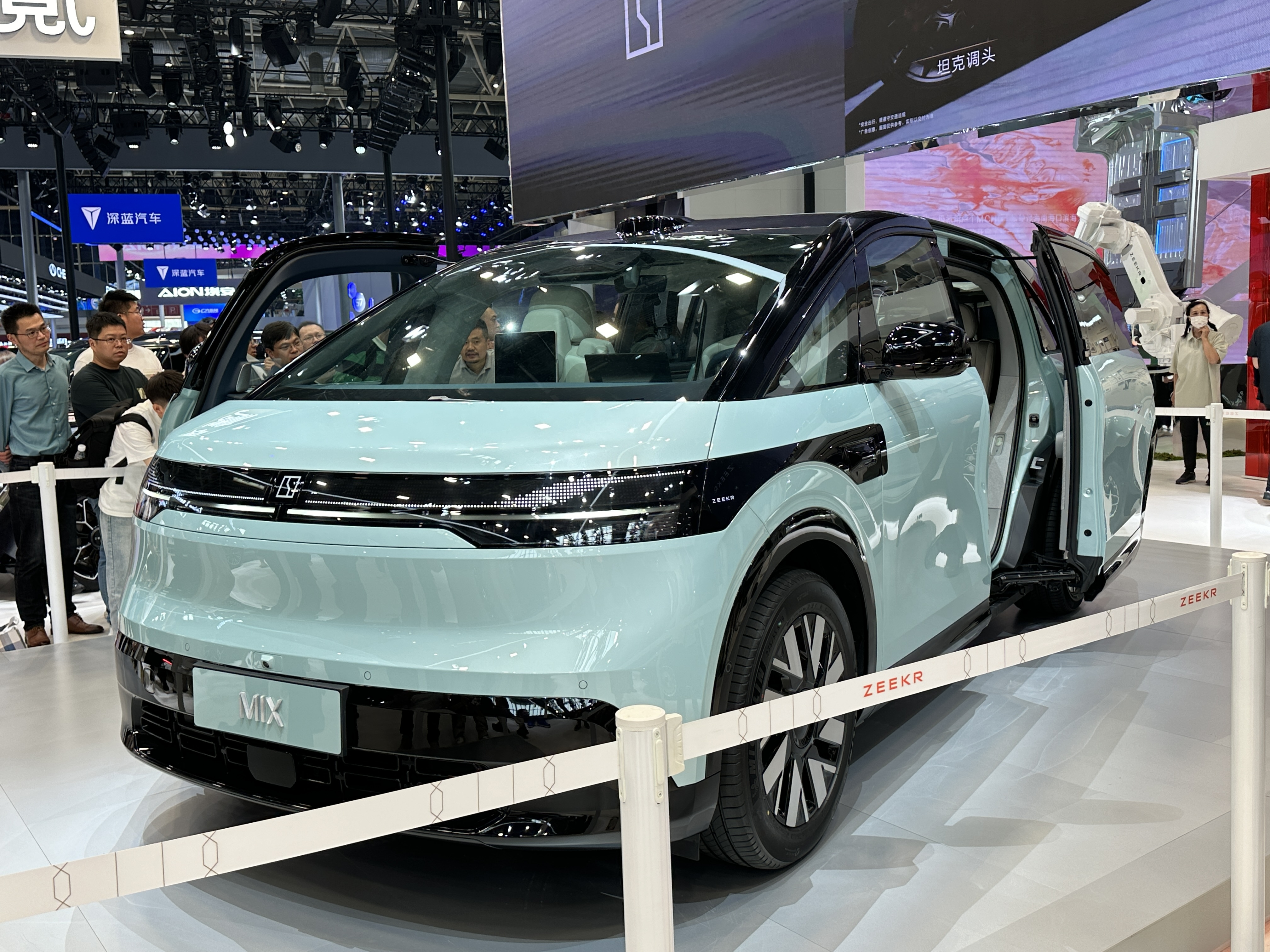
지커 Mix
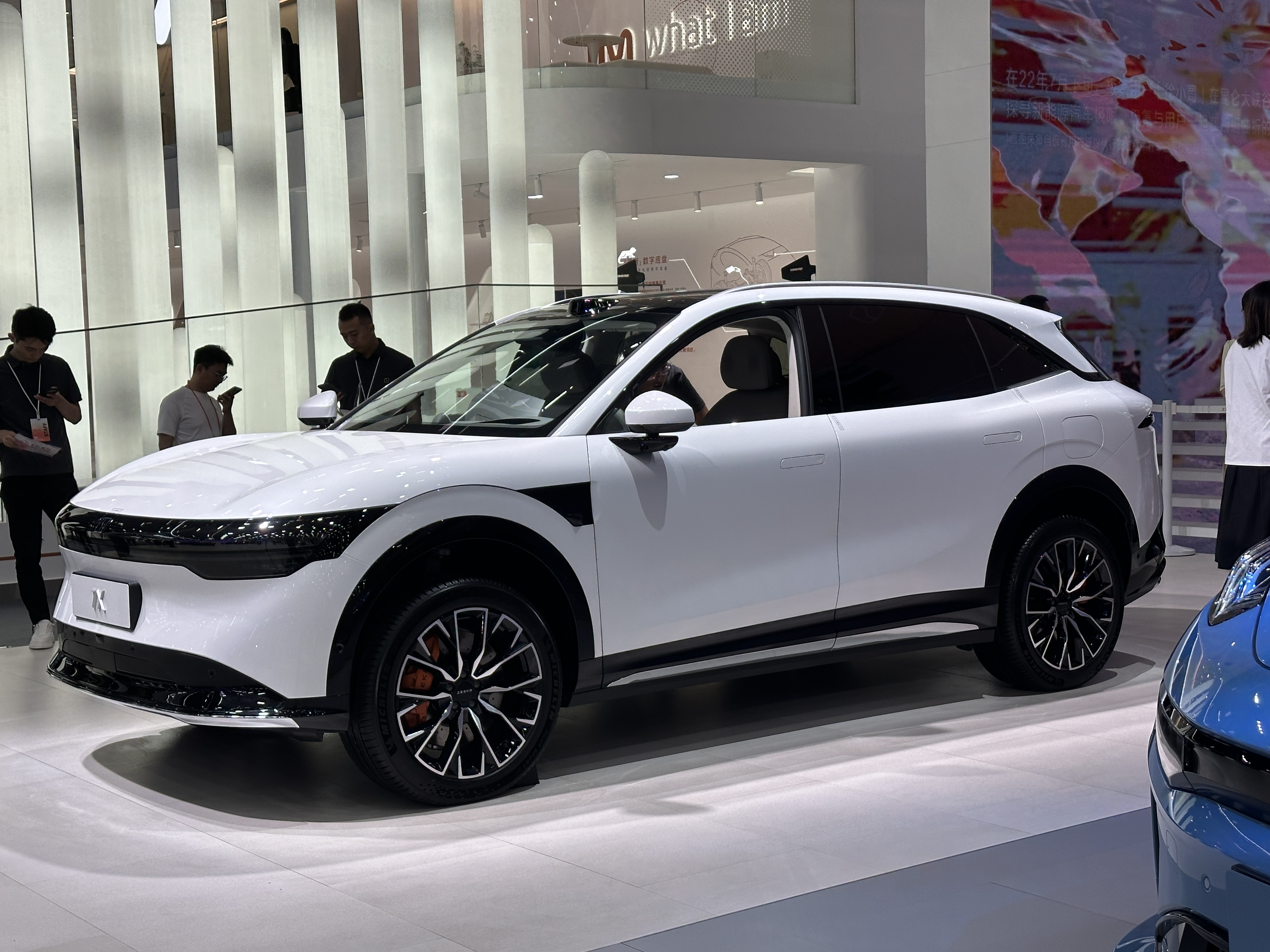
지커 7X

### 생산 예정 차종
- 지커 RT[2]
- EX1E
- 지커 9X[3]

### 링크 & 코
링크 & 코(영어: Lynk & Co, 중국어 간체자: 领克, 병음: Lǐng kè)는 2016년에 설립된 브랜드이다. 2024년 11월 이전에는 지리 자동차가 50%, 볼보 자동차가 30%, 지리 홀딩스 그룹이 20%를 소유하고 있었으며 현재는 지커가 51%, 지리 자동차가 49%를 소유하고 있다.

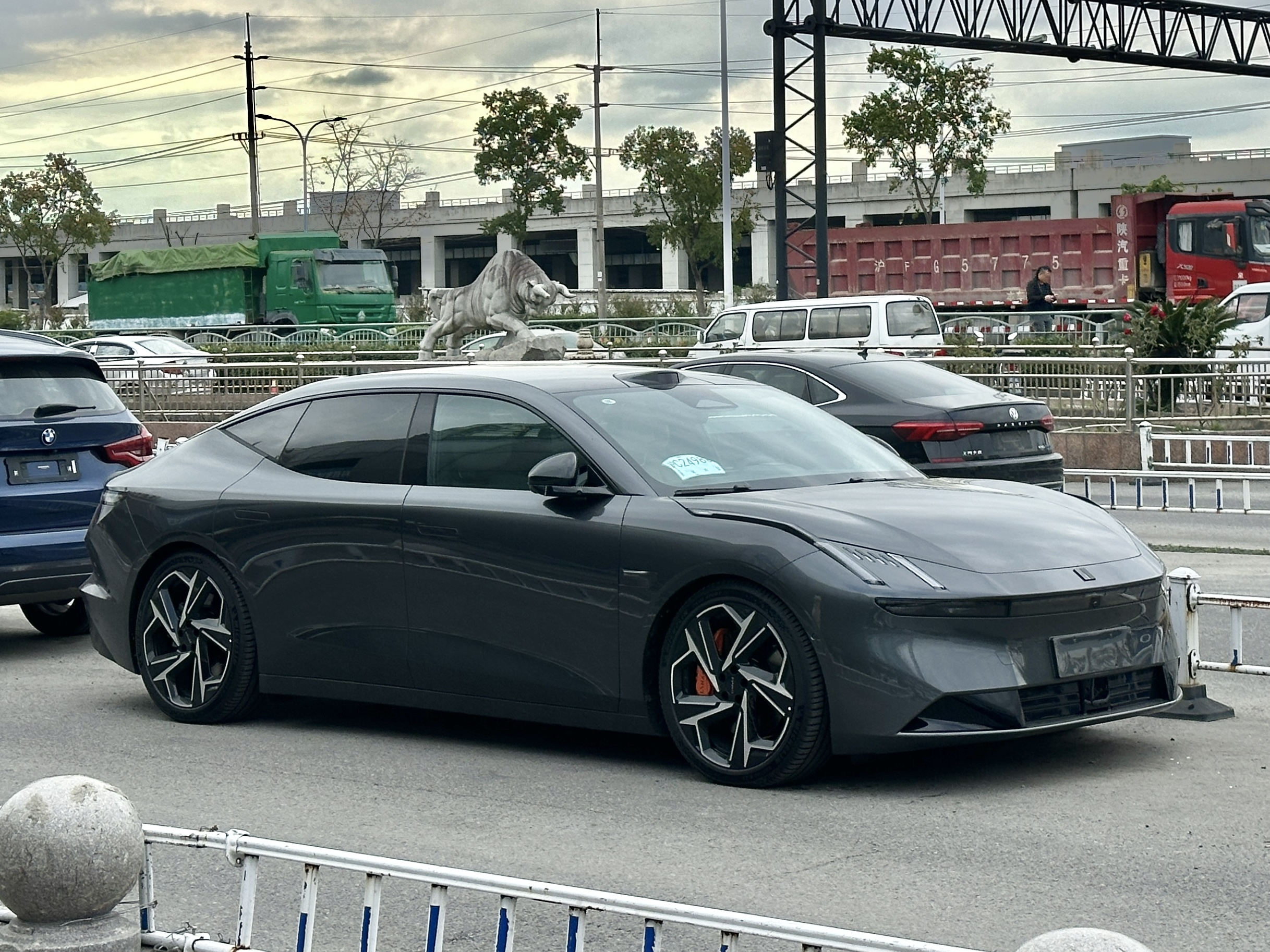
링크 & 코 Z10
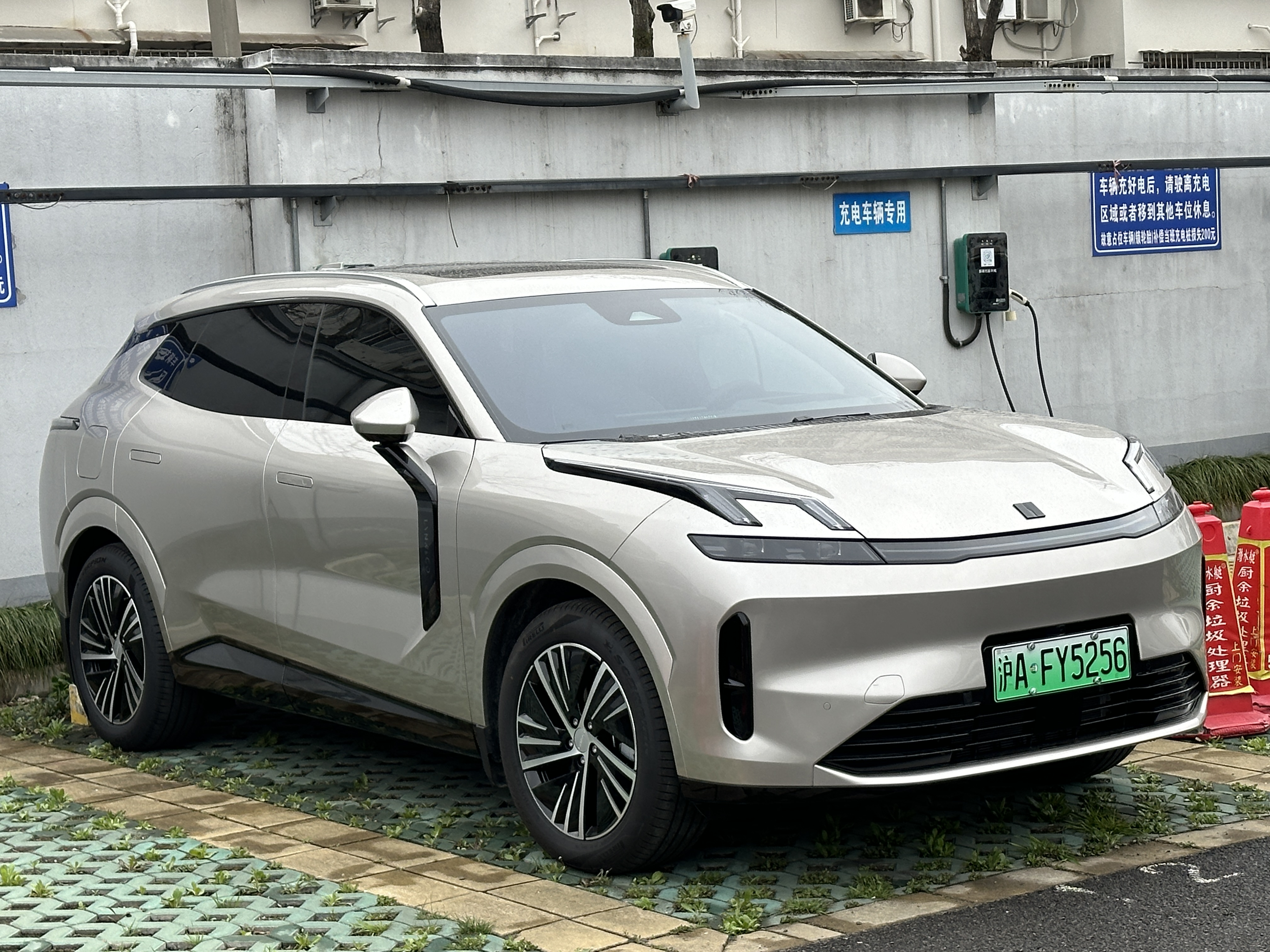
링크 & 코 08 EM-P
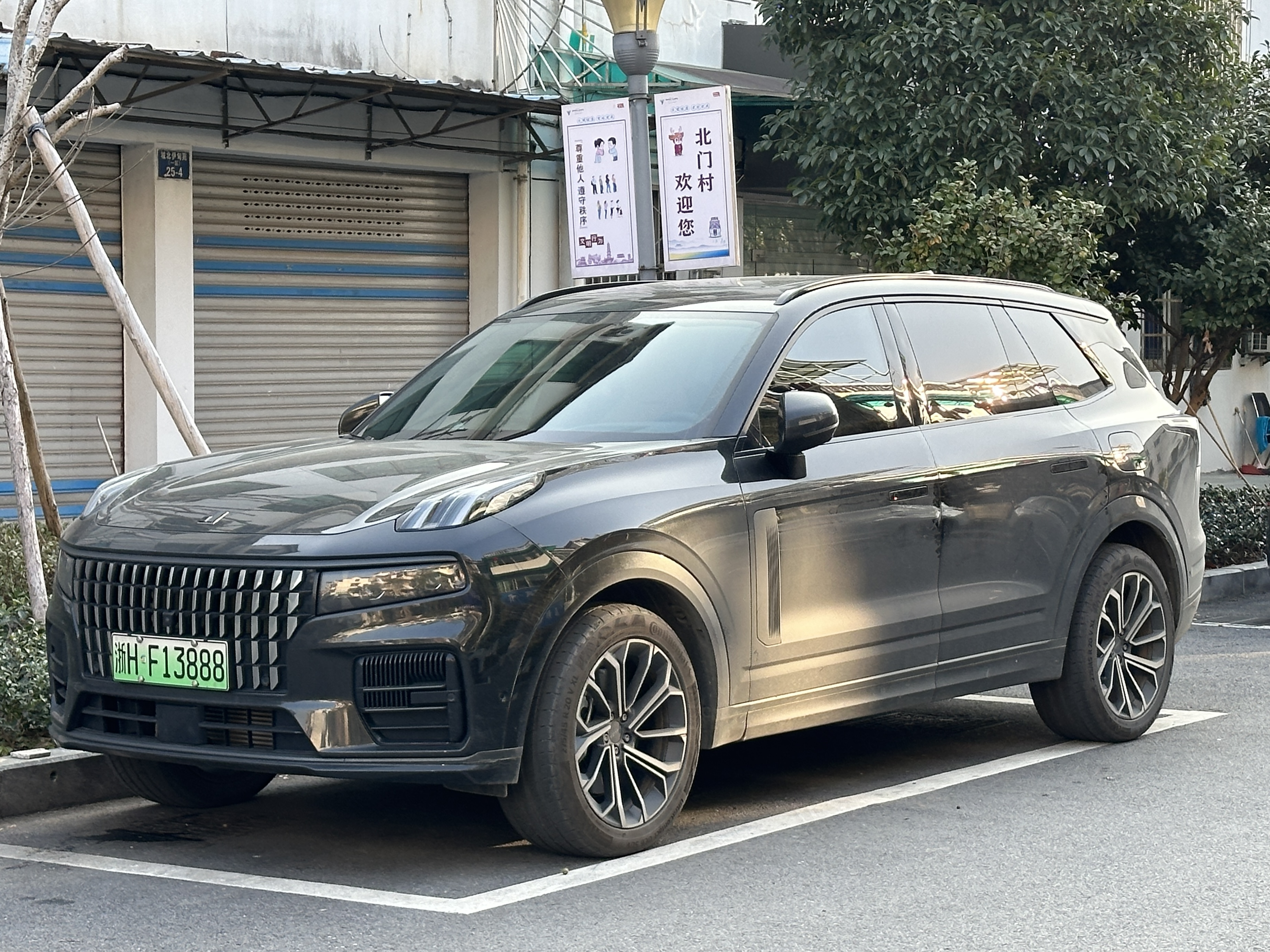
링크 & 코 09 EM-P

## 생산 대수
| 연도   | 대수    |
| ------ | ------- |
| 2021년 | 6,007   |
| 2022년 | 71,941  |
| 2023년 | 118,685 |